# Лазу Бачулуј (Марамуреш)
Лазу Бачулуј (рум. Lazu Baciului) насеље је у Румунији у округу Марамуреш у општини Сигету Мармациеј. Oпштина се налази на надморској висини од 289 m.

## Становништво
Према подацима из 2002. године у насељу је живело 510 становника.

### Попис2002.
| Расподела становништва по националности 2002.‍ | Расподела становништва по националности 2002.‍ | Расподела становништва по националности 2002.‍ | Расподела становништва по националности 2002.‍ | Расподела становништва по националности 2002.‍ |
| --------------------------------------------- | --------------------------------------------- | --------------------------------------------- | --------------------------------------------- | --------------------------------------------- |
|                                               |                                               |                                               |                                               |                                               |
| Румуни                                        | Румуни                                        |                                               | 503                                           | 99,0%                                         |
| Украјинци                                     | Украјинци                                     |                                               | 5                                             | 1,0%                                          |